# Emy Cesaroni
Emy Cesaroni, pseudonimo di Emi Cesaroni (Terni, 15 aprile 1952), è una cantante e attrice italiana.

## Biografia
Debutta nel 1968, mettendosi in luce al Festival Fuori la voce di Alassio, in cui non vince (al primo posto si classifica Ada Mori) ma ottiene un trofeo con la sua canzone Il giorno, e firma un contratto con la Style.
Nel 1969 incide Sette giorni (testo di Pippo Baudo, Sergio Paolini e Stelio Silvestri; musica di Riccardo Vantellini e Pippo Baudo), canzone che è la sigla della stagione 1969-1970 della nota trasmissione televisiva Settevoci; partecipa poi alla Mostra Internazionale di Musica Leggera di Venezia con Uragano  (Testo e Musica di Cesare Bovio)
Nel 1971 effettua una tournée in Bulgaria, insieme a Paola Battista e Brunetta.
Il 20 luglio 1972 a Milano si sposa con l'impresario Franco Catullé, da cui avrà la figlia Tharita; testimoni di nozze sono il produttore discografico Ardo Deveras e l'impresario Nando Dagradi.
Nel 1973 partecipa allo spettacolo estivo itinerante di Mike Bongiorno, Fiato ai talenti, con l'imitatore Alfredo Papa, esperienza che si ripeterà l'anno successivo con il nuovo titolo Addio Rischiatutto.
Nel 1974 passa alla Kansas e l'anno seguente partecipa al Festival di Sanremo con 1975... amore mio. A questo brano è legata una polemica, infatti viene accusato di non esser inedito, poiché era già stato cantato da Pietro Grandi con il titolo Io poeta nel programma Pittura e canzoni della TV svizzera, per cui la Commissione lo esclude, per poi riammetterlo con la motivazione che lo spettacolo non era mai stato trasmesso. La vicenda si sarebbe conclusa solo nel 1981, quando la canzone viene dichiarata ufficialmente non inedita ed il Comune di Sanremo viene condannato a pagare una multa di dieci milioni di lire.
Nel 1975 incontra a Saint-Tropez il compositore e direttore d’orchestra Peter Thomas, il quale le propone un provino in lingua tedesca per la Polydor di Amburgo. Così, con lo pseudonimo Sabrina, Emy Cesaroni incide in Germania alcuni dischi. La canzone del 1976 "Ohne dich ist es Nacht" (scritta da Peter Thomas) è divenuta tema portante della colonna sonora dell'episodio n.ro 17 "Tod des Trompeters" (Morte di un trombettista) , della serie televisiva de "L'ispettore Derrick", interpretata nella scena dall'attrice tedesca Sabine von Maydell.
Nel 1977 incide ancora per Polydor un altro 45 giri con "...Und Du Willst Gehn", cover in lingua tedesca del successo "Porque Te Vas" di José Luis Perales.
Tornata in Italia, la Cesaroni abbandona la musica per dedicarsi al teatro, lavorando tra gli altri anche con Franco Parenti in Pinocchio con gli stivali di Luigi Malerba nel 1981, per poi ritirarsi dalle scene alla fine degli anni '80.
La figlia Tharita è la moglie dell'attore statunitense Dermot Mulroney, da cui ha avuto due figli.

## Discografia parziale

### Singoli
- 1969: 10 luglio, Lunedì/Fumo nero (Style, STMS 691)
- 1969: Scendo giù/Uragano (Style, STMS 705)
- 1969: Sette giorni/Ragazzo di pietra (Style, STMS 709)
- 1970: Gira gira bambolina/Dolce (Style, STMS 719)
- 1974: Che cosa siamo noi/Adesso tocca a me (Kansas, DM 1168)
- 1975: 1975... amore mio/Momenti (OSI Records, 0002)
- 1976: Ohne dich ist es Nacht/Opium (Peter Thomas Orchestra) (Polydor 2041 721)
- 1977: ...Und du willst geh'n/Ich möchte so sein wie du bist  (Polydor 2041 853)